# 3e Europese Filmprijzen
De 3e uitreiking van de Europese Filmprijzen, waarbij prijzen werden uitgereikt in verschillende categorieën voor Europese films, vond plaats op 2 december 1990 in het Schotse Glasgow.

## Nominaties en winnaars

#### Beste film
- Porte aperte - Gianni Amelio
  - Cyrano de Bergerac - Jean-Paul Rappeneau
  - Mother - Gleb Panfilov
  - Interrogation - Ryszard Bugajski
  - Skyddsängeln - Suzanne Osten
  - Tulitikkutehtaan tyttö - Aki Kaurismäki
  - ¡Ay, Carmela! - Carlos Saura

#### Beste film - jonge filmmakers
- Henry V - Kenneth Branagh
  - La blanca Paloma - Juan Miñón
  - Turné - Gabriele Salvatores
  - Un monde sans pitié - Eric Rochant 
  - Freeze Die Come to Life - Vitali Kanevski

#### Beste acteur
- Kenneth Branagh - Henry V
  - Gérard Depardieu - Cyrano de Bergerac
  - Philip Zandén - Skyddsängeln

#### Beste actrice
- Carmen Maura - ¡Ay, Carmela!
  - Anne Brochet - Cyrano de Bergerac
  - Krystyna Janda - Przesluchanie

#### Beste acteur in een bijrol
- Dmitri Pevtsov - Mother
  - Björn Kjellman - Skyddsängeln
  - Gabino Diego - ¡Ay, Carmela!

#### Beste actrice in een bijrol
- Malin Ek - Skyddsängeln
  - Lena Nylén - Skyddsängeln
  - Gunilla Röör - Skyddsängeln

#### Beste scenario
- Vitali Kanevski - Freeze Die Come to Life
  - Ryszard Bugajski & Janusz Dymek - Przesluchanie
  - Etienne Glaser, Madeleine Gustafsson & Suzanne Osten - Skyddsängeln

#### Beste cinematografie
- Tonino Nardi - Porte aperte
  - Pierre Lhomme - Cyrano de Bergerac
  - Göran Nilsson - Skyddsängeln

#### Beste decor en kostuums
- Cyrano de Bergerac
  - The Cook, the Thief, His Wife and Her Lover
  - Freeze Die Come to Life

#### Beste documentaire
- Šķērsiela

#### Life Achievement Award
- Andrzej Wajda